# Lijst van tractormerken
Hieronder een lijst van tractormerken volgens land gerangschikt. Deze lijst bevat ook tractormerken die niet meer bestaan. 

## Argentinië
- Pauny
- Zanello
- Pampa

## Australië
- Chamberlain
- Kelly and Lewis

## België
- Claeys
- Doyen
- Favache
- Galman
- Melotte
- Ravell
- Spinnekop

## Canada
- Cockshutt
- Gray-Dort
- Massey-Harris
- Massey Ferguson
- Versatile

## China
- Foton
- Shenniu
- Tung Fung Hung
- Dongfeng
- YTO
- Wolwa

## Denemarken
- Bukh
- Danhorse

## Duitsland
- Agria
- Aktivist
- Allgaier
- Alpenland
- Altmann
- Bautz
- Benz-Sendling
- Bergmeister
- Boehringer
- Bucher
- Bungartz
- Claas
- Deuliewag
- Deutz
- Deutz-Allis
- Deutz-Fahr
- Dexheimer
- Doppstadt
- Eicher
- Fahr
- Famo
- Fendt
- Fortschritt
- Güldner
- Hagedorn
- Hanomag
- Hatz
- Hako
- Hela
- Holder
- Kögel
- Komnick
- Kramer
- Lanz
- LHB
- MAN
- Mercedes-Benz (ook wel MB Trac en Unimog)
- MIAG
- Nordtrak
- Normag
- Orenstein & Koppel
- Podeus
- Pöhl
- Porsche-Diesel
- Primus
- Ritscher
- Röhr
- Ruhrstahl
- Schlüter
- Stock
- Stoewer
- Sulzer
- Wahl
- Wesseler
- Zanker
- Zettelmeyer
- Guldner
- Hummel
- Stihl Tractoren

## Finland
- Valtra (voorheen: Valmet)

## Frankrijk
- Babiole
- Bima
- Champion
- Labourier
- Latil
- Le Percheron
- MAP
- Renault
- Sift
- Société Française Vierzon
- Someca
- Vendeuvre
- Citroën
- Continental
- Eco
- Energic
- RIP
- Scemia
- SFV Vierzon
- Vendeuvre

## Hongarije
- Dutra
- HSCS (Hofherr-Schrantz-Clayton-Shuttleworth)

## India
- Eicher
- Escorts (zie Rajdoot
- Preet
- TAFE (Tractors and Farm Equipment)
- HMT
- Mahindra

## Italië
- Agrifull
- BCS
- Breda
- Bubba
- Carraro
- Ferrari
- Fiat
- Itma
- Lamborghini
- Landini
- Lombardini
- Nibbi
- Orsi
- Pasquali
- SAME
- Slanzi
- Valpadana
- Goldoni

## Japan
- Iseki
- Kubota
- Mitsubishi
- Shibaura
- Yanmar

## Nederland
- Borga
- Brahorn
- Brons
- Enti
- Feldmeister
- GeDe
- Knijpstra
- Lely
- PZ (Harvall)
- Vredo
- Vervaet

## Oostenrijk
- Lindner
- Steyr
- Warchalowski
- Reform

## Polen
- Crystal
- Pronar
- Ursus
- Farmer

## Roemenië
- Universal UTB

## Rusland
- Kirovets
- MTZ
- Terrion
- Volgograd

## Servië
- IMT

## Slowakije
- ZTS

## Spanje
- Barreiros
- Ebro

## Tsjechië
- Skoda
- Wikov
- Zetor

## Turkije
- Başak
- Erkunt
- Hattat
- Tümosam

## Verenigd Koninkrijk
- Austin
- Bristol
- Clayton
- David Brown
- Doe
- Ferguson
- Ford
- Garner
- Ivel
- JCB
- JWD
- Leyland
- Marshall
- Muir-Hill
- Nuffield
- OTA
- Peterbro
- Platypus
- Ransomes
- Rushton
- Saunderson
- Siromer
- Trantor
- Turner
- Fowler

## Verenigde Staten
- Advance-Rumely
- AGCO / AGCO Tractors
- Allis-Chalmers
- American Tractor
- Avery
- Big Bud
- Big Bull
- Case
- Case IH
- Caterpillar
- Challenger
- Cletrac
- Co-op
- Eagle
- Emerson-Brantingham
- Farmall
- Ford
- Fordson
- Gear-Scott
- Gibson Manufacturing Corporation
- Graham-Bradley
- Gray
- Happy Farmer
- Hart-Parr
- Heider
- Hesston
- Huber
- International Harvester
- John Deere
- Kinze
- Kirschmann
- Lauson
- Leader
- McCormick
- Minneapolis Moline
- New Holland
- Nicholas & Sheppard
- Oliver
- Pioneer
- Rite
- Rock Island
- Rome
- Sawyer Massey
- Silver King
- Steiger
- Terra-Gator
- Twin City
- Universal Tractor
- Wallis
- Waterloo Boy
- White

## Wit-Rusland
- Belarus

## Zuid-Korea
- Kioti
- TYM
- Branson

## Zweden
- Bolinder Munktell
- Huddig
- Volvo
- Swed-Trac
- GMW

## Zwitserland
- Aebi
- Aecherli
- Agowia
- Agrar
- Allgaier-Suisse
- Alpina Oekonom
- Avance
- Bächli
- Beriko
- Berna
- Biefer
- Bimotra
- Bircher
- Blanc & Paiche
- Bösch
- Boudry
- Bucher
- Bührer
- Eckert
- E.H.B.
- FBW
- Flammer
- Franz
- Frischknecht & Vogelsanger
- Galetti
- Giuliani
- Gotthard
- Grunder
- Herzog
- Hirt
- Huber
- Hürlimann
- Jabo
- Jäggi
- Jetzer
- König
- Köpfli
- Kunz
- Kupferschmid
- Lang
- Lichtensteiger
- Liechti-Leibundgut
- Mafag
- Marbach
- Meili
- Merz
- Motorkultur
- Motrac
- Müller
- Peter
- Rapid
- Reptil
- Rigitrac
- Schaffer
- Schilter
- Schneider
- Schwarz
- Schwitter
- Seitz
- SLM
- Steiner
- Streit
- Stump
- Swiss-Trac
- Universal
- Vevey
- Vogel
- Wolgensinger